# مثير الاضطراب

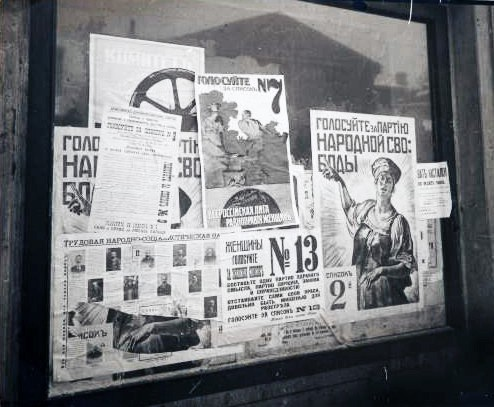

مثير الاضطراب (أجيتاتور) هو شخص يساند بقوة أيديولوجية أو حركة بالخطابات، وخصوصًا الأفعال والمواقف. كان مثيرو الاضطراب حركة سياسية، فضلاً عن كونهم نوابًا منتخبين عن الجنود، بما فيهم الجيش النموذجي الجديد التابع لـأوليفر كرومويل خلال الحرب الأهلية الإنجليزية. وكانوا يعرفون أيضًا باسم أدجوتيتور (adjutators). ولاحقًا، تبنت العديد من أفكار الحركة تلك حركة المساوين (Levellers).

## معلومات تاريخية
مثيرو الاضطراب أو أدجوتيتور كان الاسم الذي أطلق على النواب المنتخبين في عام 1647 من الكتائب المختلفة في الجيش البرلماني الإنجليزي. وتعني الكلمة حقًا وكيل، ولكن تم الخلط بينها وبين كلمة "adjutant" بمعنى «ضابط مساعد للقائد» والتي كثيرًا ما تنطق "agitant"، وهو لقب مشهور لدى الجنود، وبالتالي أصبحت الصيغة "adjutator" مستخدمة.
في بداية عام 1647، أراد البرلمان الطويل إما تسريح العديد من الكتائب أو إرسالها إلى أيرلندا. وقد رفض الجنود الذين كانت رواتبهم متأخرة عند الدفع كثيرًا قبول أي من البديلين، وانتخب ثمانٍ من كتائب سلاح الفرسان "المثيري الاضطراب"، أطلق عليهم في البداية مفوضون، والذين قدموا تظلماتهم للجنرالات الثلاثة وقُرئ خطابهم في مجلس العموم في 30 أبريل 1647. وحذت الكتائب الأخرى حذو سلاح الفرسان (لقب بـالجوانب الحديدية)، ومثيري الاضطراب، الذين ينتمون للرتب الأقل في الجيش، فازوا بدعم العديد من الضباط الذين أظهروا تعاطفهم بالتوقيع على "بيان الجيش.
نجح كرومويل وجنرالات آخرون إلى حدٍ ما في تهدئة القوات بوعدهم بدفع رواتب ثمانية أسابيع في الحال، ولكن قبل عودة الجنرالات إلى لندن كان البرلمان قد قرر مرة أخرى تسريح الجيش، ثم قام سريعًا بتحديد 1 يونيو ليكون تاريخ بدء تنفيذ هذا القرار.
ونتيجة إزعاجهم مرة أخرى، قرر مثيرو الاضطراب المقاومة؛ وحدث عصيان عسكري في كتيبة واحدة وهكذا باءت محاولة تسريحهم بالفشل. وتبع ذلك القبض على الملك تشارلز الأول من قِبل كورنيه جويس. وشكّل مثيرو الاضطراب وضابطان من كل كتيبة والجنرالات هيئة جديدة سميت مجلس الجيش الذي أصدر بعد عقد اجتماع بالقرب من نيوماركت، سوفولك في يوم الجمعة الموافق 4 يونيو 1647 «بيانًا رسميًا من الجيش تحت قيادة صاحب الفخامة السير توماس فيرفاكس» موجهًا إلى البرلمان في 8 يونيو لتحديد ما يريدونه، وكذلك تشكيل مجلس الجيش حتى يستوعب البرلمان أن التذمر على مستوى الجيش بأكمله وأنه يحظى بدعم الضابطين ورتب أخرى. وقُرئ هذا البيان على الملأ أمام الجيش في الاجتماع العام الذي عقد في 5 يونيو.
وبعد مرور بضعة أسابيع، عقد اجتماع آخر بينما كان الجيش معسكرًا في تريبلو هيث بالقرب من رويستون، وقد رفض الجنود العروض المقدمة من البرلمان، وطالب مثيرو الاضطراب بالزحف إلى لندن و«تطهير» مجلس العموم، وهو ما لم يحدث. وتمثل الأحداث اللاحقة جزءًا من تاريخ إنجلترا العام. وتدريجيًا، اختفى مثيرو الاضطراب، ولكن تبنت حركة المساوون العديد من أفكارهم، ويمكن اعتبار هذه الحركة أسلافهم. ويقول غاردينر عنهم «بالرغم من أن هذه الحركة كانت صغيرة في وقتها، فقد كان أكثر شيء محسوب هو وجود هذه الهيئة المنتخبة من مثيري الاضطراب لمنح الجيش هذه الشخصية السياسية والدينية المميزة التي أظهرها في النهاية».